# كريستوف غيديس
كريستوف غيديس هو لاعب كرة قدم سويسري في مركز حراسة المرمى، ولد في 16 فبراير 1993 في سويسرا. لعب مع نادي سيرفيت ونادي نيون.

## وصلات خارجية
- كريستوف غيديس على موقع قاعدة بيانات كرة القدم.إي يو (الإنجليزية)
- كريستوف غيديس على موقع Soccerway.com (الإنجليزية)
- كريستوف غيديس على موقع عالم كرة القدم.نت (الإنجليزية)